# U-17-Fußball-Asienmeisterschaft der Frauen
Die U-17-Fußball-Asienmeisterschaft der Frauen (offiziell: AFC U17 Women’s Asian Cup), von 2007 bis 2019 U-16-Fußball-Asienmeisterschaft der Frauen (offiziell: AFC U-16 Women’s Championship), ist ein Wettbewerb für Frauenfußball, der von der AFC für die U-17-Auswahlen ausgerichtet wird. Zusätzlich dient es auch als Qualifikationsturnier für die U-17-Fußball-Weltmeisterschaft der Frauen.
Aktueller Titelträger nach dem Turnier 2024 ist Nordkorea, das im Finale Japan mit 1:0 besiegte. Beide Mannschaften sind mit jeweils vier Titeln auch Rekordsieger.

## Geschichte

Logo des Turniers (2007–2019)

Erstmals wurde die Meisterschaft im Jahr 2005 ausgetragen, damals traten acht Mannschaften an. Für die Endrunde musste sich keine der Mannschaften qualifizieren. In dieser konnte sich Japan im Finale gegen China durchsetzen. Beide Mannschaften qualifizierten sich für die WM in Kanada. Bei der zweiten Ausspielung 2007 wurde zusätzlich eine Qualifikationsrunde eingeführt. Nordkorea gewann die zweite Ausgabe und qualifizierte sich mit Japan und Südkorea für die WM 2008 in Neuseeland. 2009 in Thailand setzte sich die Mannschaft Südkoreas im Finale gegen Nordkorea durch. Damit hatten die beiden koreanischen Mannschaften sowie das drittplatzierte Japan für WM-Endrunde in Trinidad und Tobago qualifiziert.
Für die vierte Ausspielung 2011 galt wiederum ein veränderter Modus. Erstmals wurden zwei Qualifikationsrunden angesetzt um einen Teilnehmer zu ermitteln der neben den fünf gesetzten Mannschaften das Sechserfeld der Endrunde komplettierte. 2013 nahmen zwölf Mannschaften teil, die zunächst in vier Dreiergruppen die vier Halbfinalisten ermittelten, deren Sieger und Verlierer in den Finalspielen gegeneinander antraten. Seit 2015 findet die Endrunde wieder mit acht Mannschaften statt.
Seit der Austragung 2019 werden wie bereits 2011 zwei Qualifikationsrunden gespielt, eine im Herbst und die andere im nächsten Frühjahr. Ab dem Turnier 2022 wird die Altersgrenze wieder auf 17 erhöht.

## Die Turniere im Überblick
| 2005 Details | Südkorea   | Japan                              | 1:1 3:1 i. E.                      | China                              | Thailand                           | 2:1                                | Südkorea                           |
| 2007 Details | Malaysia   | Nordkorea                          | 3:0                                | Japan                              | Südkorea                           | 1:1 4:2 i. E.                      | China                              |
| 2009 Details | Thailand   | Südkorea                           | 4:0                                | Nordkorea                          | Japan                              | 6:2                                | Australien                         |
| 2011 Details | China      | Japan                              | (Ligaformat)                       | Nordkorea                          | China                              | (Ligaformat)                       | Südkorea                           |
| 2013 Details | China      | Japan                              | 1:1 n. V. 6:5 i. E.                | Nordkorea                          | China                              | 2:2 n. V. 4:2 i. E.                | Thailand                           |
| 2015 Details | China      | Nordkorea                          | 1:0                                | Japan                              | China                              | 8:0                                | Thailand                           |
| 2017 Details | Thailand   | Nordkorea                          | 2:0                                | Südkorea                           | Japan                              | 1:0                                | China                              |
| 2019 Details | Thailand   | Japan                              | 2:1                                | Nordkorea                          | China                              | 2:1                                | Australien                         |
| 2022 Details | Indonesien | Wegen der Corona-Pandemie abgesagt | Wegen der Corona-Pandemie abgesagt | Wegen der Corona-Pandemie abgesagt | Wegen der Corona-Pandemie abgesagt | Wegen der Corona-Pandemie abgesagt | Wegen der Corona-Pandemie abgesagt |
| 2024 Details | Indonesien | Nordkorea                          | 1:0                                | Japan                              | Südkorea                           | 2:1                                | China                              |
| 2026 Details | China      |                                    |                                    |                                    |                                    |                                    |                                    |
| 2027 Details | China      |                                    |                                    |                                    |                                    |                                    |                                    |
| 2028 Details | China      |                                    |                                    |                                    |                                    |                                    |                                    |
| 2029 Details |            |                                    |                                    |                                    |                                    |                                    |                                    |

## Rangliste
| Rang                  | Land       | Titel | Jahr(e)                | 2. Platz | 3. Platz | 4. Platz |   | Finale | Halbfinale |
| --------------------- | ---------- | ----- | ---------------------- | -------- | -------- | -------- | - | ------ | ---------- |
| 1                     | Nordkorea  | 4     | 2007, 2015, 2017, 2024 | 4        |          |          | 8 | 8      |            |
| 2                     | Japan      | 4     | 2005, 2011, 2013, 2019 | 3        | 2        |          | 7 | 9      |            |
| 3                     | Südkorea   | 1     | 2009                   | 1        | 2        | 2        | 2 | 6      |            |
| 4                     | China      |       |                        | 1        | 4        | 3        | 1 | 8      |            |
| 5                     | Thailand   |       |                        |          | 1        | 2        |   | 3      |            |
| 6                     | Australien |       |                        |          |          | 2        |   | 2      |            |
| Jeweilige Rekordmarke |            |       |                        |          |          |          |   |        |            |